# Луис Мигел Домингин
Луис Мигел Домингин (на испански: Luis Miguel Dominguín) е испански тореадор.
Роден е на 9 ноември 1926 година в семейството на известния тореадор Доминго Домингин. Започва кариерата си в детска възраст, като е на върха на популярността си през 40-те и 50-те години. Съперничеството му с неговия зет Антонио Ордонес е описано от Ърнест Хемингуей в книгата „Опасно лято“. През 1955 – 1967 година е женен за италианската актриса Лучия Бозе, от която има две дъщери и син – музиканта Мигел Бозе.
Луис Мигел Домингин умира на 8 май 1996 година в Сан Роке.